# Col de la Legette
Ne doit pas être confondu avec Col de la Lézette.
Le col de la Legette est un col de France situé à 1 776 mètres d'altitude, en Savoie.
Ce passage très évasé aux formes douces entre les gorges de l'Arly au nord-ouest et le Beaufortain au sud est voisin de la station de sports d'hiver des Saisies. Il se situe sur la crête reliant le mont Joly au nord-est au signal de Bisanne au sud-ouest, entre le mont Clocher au nord-est et la Legette au sud-ouest, juste au-dessus du village de Hauteluce ; le col de la Lézette au nom très proche se trouve juste à l'ouest. Il est emprunté par le sentier de grande randonnée de pays Tour du Beaufortain et en hiver par une piste de ski.

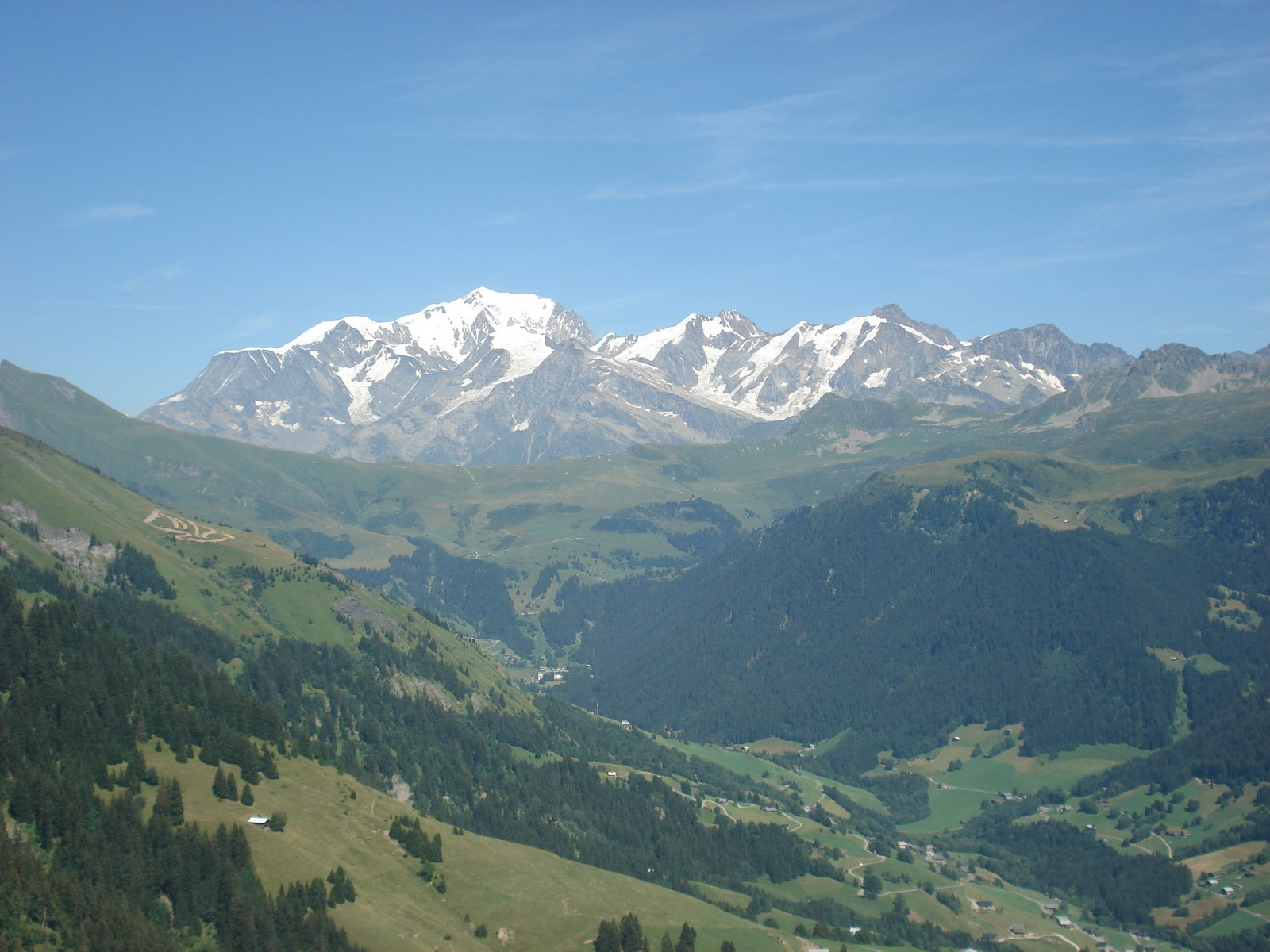
Le mont Blanc vu du col de la Legette par-delà le col du Joly.